# Велике пограбування потяга (фільм, 1903)
Вели́ке пограбува́ння по́тяга  (англ. The Great Train Robbery) — відомий американський німий художній фільм режисера Едвіна Портера, знятий у 1903 році на студії Томаса Едісона. Це один з перших фільмів вестернів, що поклав початок окремому жанру сучасного американського кіно. Хоча фільм триває лише 12 хвилин, а його бюджет складав лише 150 доларів, він спричинив переворот у кінематографі. Режисер Е. Портер фактично започаткував застосування у кінематографі того часу нових художніх і технічних прийомів.

## Історія створення
Сюжетною основою фільму послужила відома повість Скотта Марбла, написана в 1896 році. Крім того, основою сценарію були й реальні події, що відбулися дещо пізніше. 29 серпня 1900 року четверо злочинців з банди «Дірка у стіні», очолюваної славнозвісним Бучем Кессіді (він же Роберт ЛеРой Паркер) напали на поїзд № 3 компанії «Union Pacific Railroad». Бандити змусили кондуктора відчепити пасажирські вагони, підірвали сейф у поштовому вагоні й зникли, забравши при цьому 5000 доларів готівкою.
Натхненний знаменитою на той час і знятою роком раніше «Подорожжю на Місяць» (режисер Жорж Мельєс) Е.Портер, з його нестримним потягом до всього нового, загорівся бажанням зробити подібну картину з використанням незвичайних для того часу технічних прийомів. І це йому вдалося повною мірою.
У фільмі використовуються такі технологічні новинки, як cross cutting (зміна епізодів, що створює враження одночасності екранних подій), подвійна експозиція, яка дає можливість в сцені № 1 показати у вікні потяг, що прибував (спочатку вікно було заховане за чорною завісою і знімалася кімната, а потім знятий окремо поїзд перейшов на вікно). Нарешті, натурні зйомки замість суто студійних створювали повне відчуття реальності того, що відбувається.
Картина складається з 14 сцен, які в листопаді 1903 року знімалися в Нью-Джерсі, де знаходилася нова студія Томаса Едісона.
Попри те, що Портер не створив першого оповідного фільму і не був винахідником кіно загалом, «Велике пограбування потяга», разом з «Подорожжю на Місяць», вважається найвідомішим фільмом перших років світового кіно.

## Сюжет фільму
На невеличкій залізничній станції два бандити в масках заходять до приміщення телеграфу. Під дулом револьвера вони змушують телеграфіста виконати їхні вимоги. Після виконання телеграфістом цих наказів його оглушують і зв'язують. Коли поїзд рушає, грабіжники застрибують на нього. Злочинці вриваються всередину поштового вагона і відразу наштовхуються на вогонь з револьвера, відкритий службовцем. Не знайшовши у нього ключа, бандити підривають ящик, хапають те, що в ньому лежить, і тікають, прихопивши також три великих поштових мішки. Двоє інших грабіжників в цей час захоплюють паровоз. Злочинці змушують машиніста відчепити паровоз і протягнути його вперед на 100 футів. На вимогу грабіжників пасажири виходять з вагонів і стають з піднятими руками вздовж поїзда. В цей час бандити збирають гроші й коштовності. Після того, як всі цінності відібрані, бандити тікають до паровоза, попередньо зробивши кілька пострілів в повітря для залякування пасажирів. Останні відразу ж кидаються до пораненого, щоб надати йому допомогу. Грабіжники сідають на паровоз і наказують машиністу негайно від'їжджати.
Тим часом телеграфіст все ще лежить зв'язаний і без свідомості. До кімнати входить його дочка, яка принесла обід батькові. З великими зусиллями їй вдається розв'язати мотузки й привести телеграфіста до тями, побризкавши на нього водою. Останній кидається по допомогу. Чоловіки забирають зброю і виходять, щоб почати переслідування бандитів.

## У ролях
- Джастес Д. Барнс — ватажок банди;
- Гілберт М. Андерсон — бандит / нервовий пасажир / танцюрист / кочегар;
- Джон М. Догерті-старший — бандит;
- Френк Хенауей — бандит;
- Мері Мюррей — дівчина в дансінг-холлі;
- Мері Сноу — дочка телеграфіста;
- Дональд Галлахер — хлопчик,